# Юньцзюй

Юньцзюй

Юньцзюй (кит. трад. 房山雲居寺, упр. 房山云居寺, пиньинь Fángshān yúnjū sì) — древний буддийский храм и монастырь в Китае. Слово «Юньцзюй» можно перевести как «жилище облаков» (облако — книжный образ странствующего монаха).
Юньцзюй находится в пекинском районе Фаншань, в 75 километрах от центра города. Строительство его первых помещений началось в 616 году. Юньцзюй является знаменитым буддийским культурным сооружением, в котором хранятся священные реликвии, в том числе кость Будды.
Храм состоит из 6 помещений, следующих с востока на запад. Здесь на 15.000 каменных досках выгравированы сутры, написанные более чем 20 миллионами иероглифов. Работа по созданию этих священных каменных таблиц длилась на протяжении 500 лет, со времён династии Суй и до династии Цзинь. Для лучшего сохранения этих священных досок монахи скрывали их в горных пещерах.
В состав комплекса входят также 15 пагод, из которых 12 относятся к эпохам Ляо и Тан, и 3 к эпохе Цин.
В монастыре были найдены также несторианские надписи, относящиеся к эпохе правления в Китае монголов (династия Юань).
С 1961 года пагоды и каменные доски с сутрами из храма Юньцзюй занесены в список Охраняемых Памятников КНР.